# Johann Georg Wolcker der Ältere

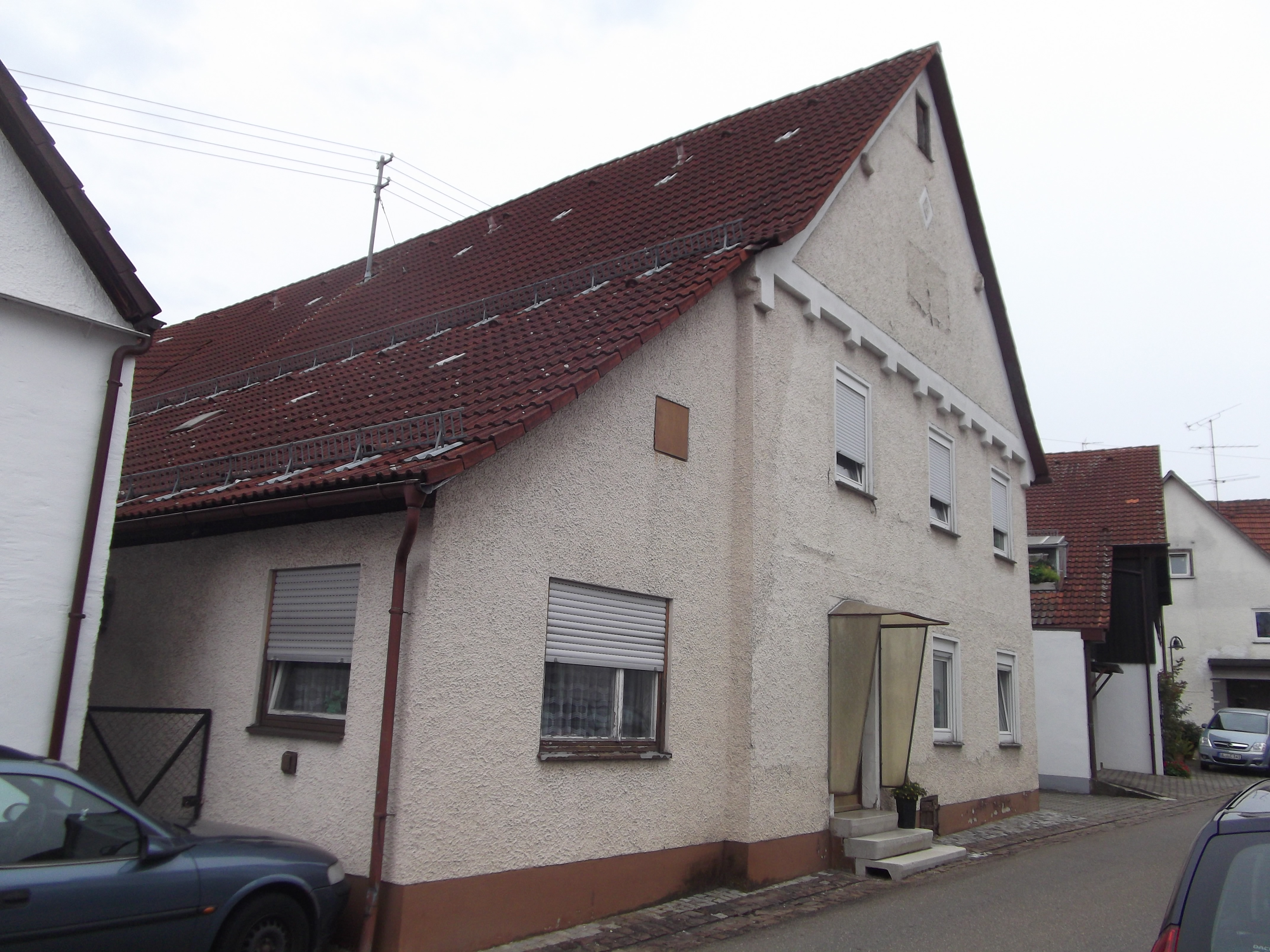
Wohnhaus der Malerfamilie Wolcker in Schelklingen in der Bemmelbergergasse 12, erbaut ca. 1705/10, von Westen

Johann Georg Wolcker der Ältere (* um 1670–1680; † um 1735 in Schelklingen?) war ein Maler des Frühbarock in Schelklingen.

## Familie und Leben
Johann Georg Wolcker dürfte schätzungsweise, wenn er kurz vor 1700 geheiratet hat, etwa im Jahrzehnt 1670 bis 1680 geboren worden sein. Sein Geburtsort ist unbekannt. Er heiratete vor 1700 Ursula Michler aus Schelklingen. 1702 zog er mit seiner Familie nach Schelklingen, wo dem Ehepaar bis 1718 noch neun Kinder geboren wurden.
Kurz nach 1705 muss er in Schelklingen die Loriʼsche Hofstatt erworben haben und baute sich wahrscheinlich ein neues Haus auf den Bauplatz.
Der erste urkundliche Beweis aus den Schelklinger Akten stammt vom 9. März 1707, als ein „Hans Jerg Wolckhner“ für das Bürgermilitär gemustert wurde. Also muss er schon vorher das Bürgerrecht erworben haben, vermutlich über seine Frau, welche mit Sicherheit eine Bürgerstochter war.
Im Jahr 1726 wird im Steuerbuch dann erstmals ein vollständiger Eintrag gemacht: „Johann Georg Wolkhner, Mahler, besitzet ein Haus und Garten, zwischen Matheus Sontheimer (im Osten), und Herr Urban Genther (im Westen), hinten auf Christoph Eisel (im Norden), und vornen auf die Gassen (im Süden), gibt jährlichen Bodenzins dem Heiligen allhier 12 kr (Kreuzer) 2 h (Heller)“.

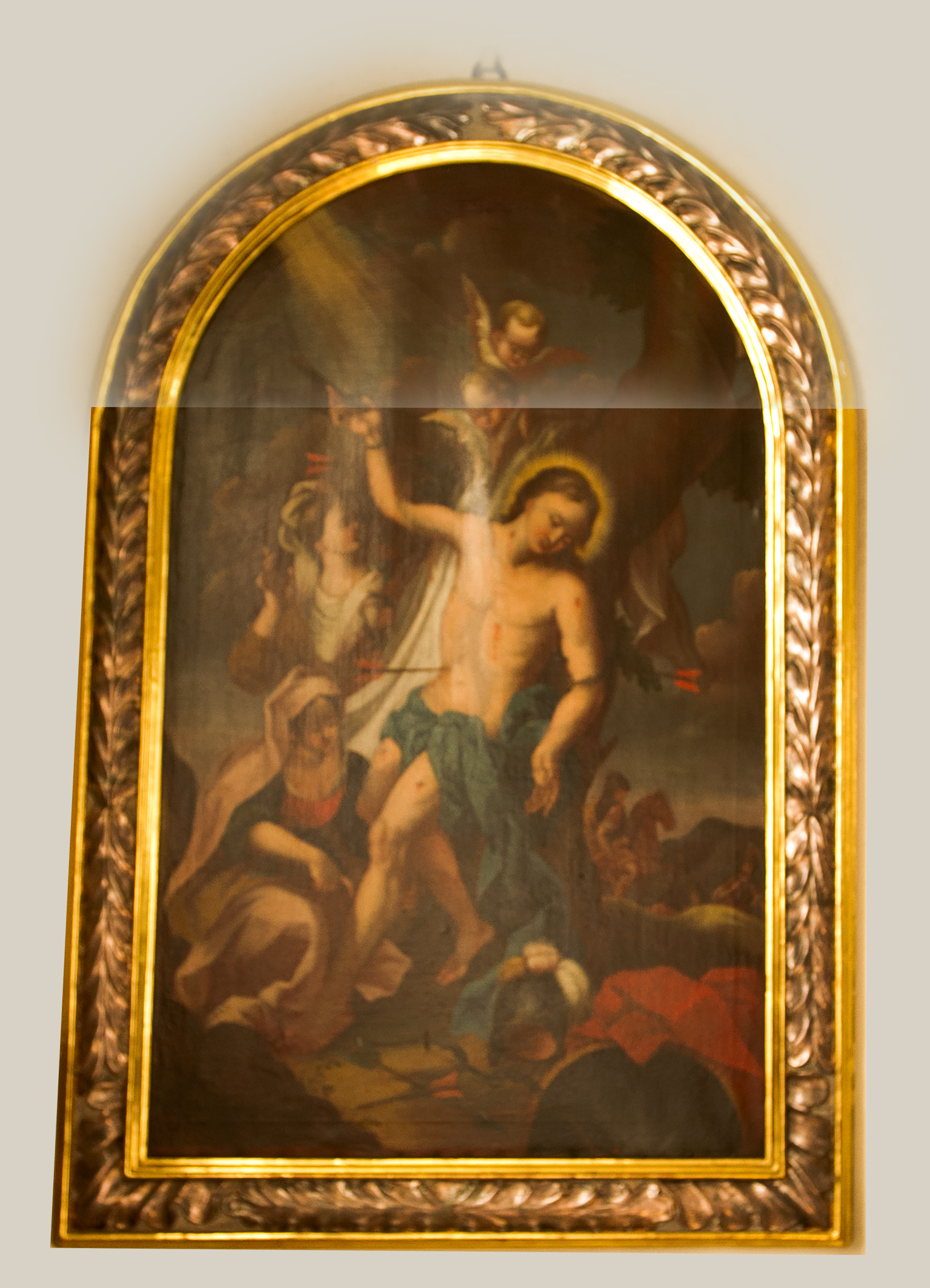
Ölgemälde des St. Sebastian an der Westwand der Stadtpfarrkirche Schelklingen, signiert „Joh. Georg Wolcker 1723“

Am 5. Dezember 1731 verkaufte er sein Haus an seinen ältesten Sohn Johann Georg Wolcker, „der Kunst ein Mahler“, und ließ sich diesen Kaufvertrag vom Magistrat protokollieren und extradieren. Zu dieser Zeit war Johann Georg d. Ä. Ratsherr („Rathsanverwandter“) in Schelklingen und wurde im Unterschied zu seinem Sohn lediglich Georg genannt; Georg muss also sein Rufname gewesen sein.
Johann Georg Wolcker d. Ä. war offenbar in Geldverlegenheit: dies können aber nicht die Schulden auf seinem Haus gewesen sein. Er scheint wohl eher erwerbsunfähig und krank bzw. ohne Aufträge gewesen zu sein, was ihn zu dem Verkauf des Hauses veranlasste. Er sah sich wohl genötigt, für das Alter finanzielle Vorsorge durch diese Vermögensübergabe zu treffen. Sein Sohn Johann Georg d. J. war von allen seinen Söhnen derjenige, welcher die meisten und besten Aufträge hatte und auch am meisten verdiente. Wenn Johann Georg Wolcker d. Ä. tatsächlich zwischen 1670 und 1680 geboren wurde, so war er 1731 „erst“ 51 oder 61 Jahre alt.
Weder das Todesdatum Johann Georg Wolckers d. Ä. noch das seiner Ehefrau Ursula ist in den Schelklinger Kirchenbüchern verzeichnet. Der frühere Stadtarchivar Jörg Martin konnte jedoch anhand der Heiligenpflegerechnungen ermitteln, dass er wohl 1735 (in einem Alter von etwa 54–65 Jahren) verstorben ist, denn nach diesem Jahr wird in den Heiligenpflegerechnungen nur noch von Johann Georg Wolcker „seelig“ gesprochen. Möglicherweise zogen die beiden alten Eltern zu ihrem ältesten Sohn Johann Georg d. J. nach Augsburg, welcher offenbar – wenn man seine vielen Aufträge betrachtet – in guten Vermögensverhältnissen lebte. Sein Sterbeort ist nach wie vor unbekannt.
Da in Schelklingen mit Sicherheit nicht genügend Aufträge für so viele Maler vorhanden waren, verließen sechs Söhne Wolckers Schelklingen und versuchten, ihr berufliches Glück woanders zu machen. Lediglich Gottfried blieb in Schelklingen. Die Töchter Maria Clara, Maria Eleonore und Johanna starben vermutlich jung.

## Söhne
1. Franz Joseph Wolcker (* vor 1692 nicht in Schelklingen; † unbekannt), ließ sich 1721 in Weil der Stadt verbürgern („Mahler von Schelklingen“) und heiratete dort am 27. Mai 1721 Maria Francisca Schöninger, Tochter des Rosenwirts. 1722 suchte er in Bruchsal um eine Stelle als Hofmaler nach, welche er aber nicht erhielt. Von seinen neun Kindern überlebte offenbar nur der Sohn Nikolaus, Seiler, welcher sich Anfang Januar 1747 mit Maria Anna Raithle, Tochter des Schultheißen David Raithle, verheiratete.[4][5]
2. Johann Georg Wolcker d. J. (* 1700 nicht in Burgau; † 27. Oktober 1766 in Augsburg)
3. Johann Michael Wolcker (getauft Schelklingen 12. Mai 1702; † 16. Oktober 1784 in Schelklingen): pictor, ließ sich 1739 in Würzburg nieder, heiratete dort eine ortsansässige Witwe NN, kehrte aber in den 1770er-Jahren nach Schelklingen zurück, wo er auch sein Testament machte und kinderlos verstarb.
4. Matthias (oder Matthäus) Wolcker (getauft Schelklingen 22. Februar 1704; † 10. Oktober 1742 in Dillingen/Donau): Maler, lebte seit 1731 in Dillingen/Donau und heiratete eine Tochter des Dillinger Malers Anton Wenzeslaus Haffe.
5. Gottfried Wolcker (getauft Schelklingen 30. Dezember 1706; † 5. August 1779 in Schelklingen): artificiosus pictor, Maller allhier, lebte in Schelklingen im Bemelberger Schlössle und heiratete im Kloster Urspring am 20. Juni 1745 Brigitta Abbt, aus welcher Ehe mehrere Kinder entsprossten.
6. Andreas Wolcker (getauft Schelklingen 5. September 1708; † Schelklingen 26. August 1758). Andreas ging wohl ebenfalls wie seine Brüder bei seinem Vater in die Lehre. Er wird im Schelklinger Sterbebuch als „pictor“ bezeichnet. Von ihm ist Weiteres nicht bekannt. Da er relativ jung mit 49 Jahren in Schelklingen verstarb, ist zu vermuten, dass er ledig blieb und eventuell im Umkreis oder in Zusammenarbeit mit seinem älteren Bruders Gottfried arbeitete.
7. Gabriel Wolcker (getauft Schelklingen 8. Juni 1715, † in Unterfranken vor 1784): Maler. Arbeitete in Unterfranken. Datierungen von 1755 und 1757.

## Werke
Die nachfolgende Liste enthält alle Werke, welche bislang nach Auskunft von Archivalien und datierten Werken Johann Georg Wolcker d. Ä. zugeordnet werden können. Bei weiterer systematischer Durchsicht der Aktenbestände der Schelklinger Umgegend dürfte diese Liste noch erheblich länger werden.
- 1700/01: im Zusammenhang mit der Erneuerung des Kirchenaltares: „Herr Stadtamann, gleichfahls von denen bey dem Hailigen abgelösten Cap[i]t[a]lien per 70 fl: dem Mahler von Gemindt bezahlt no[min]e des Hail[igen]“ – 20 fl (=Gulden).[6]
- 1707/08: „dem Mahler vor zwey new gemahlt Engel: alß etwaß Reparierung an dem Hail[igen] Gaist im Advent in allem lauth Conto bezahlt worden“ – 1 fl 30 xr.[7]
- 1707/08: „dem Mahler Georg Wolckhern für eine Wolckhen zue Gott, dem H[eiligen] Gaist auff [= auch?] bey der Auffahrt Christi zue gebrauchen, bezahlt“ – 24 xr.[7]
- 1713/14: „weilen das alte H[eilige] Grab zimlich alt, undt zu klein ware als ist solches vergrösset undt von dem Mahler renoviert worden, so gekostet“ – 1 fl 12 xr.[7]
- 1707/08: „dem Mahler Georg Wolckhern für eine Wolckhen zue Gott, dem H[eiligen] Gaist auff [= auch?] bey der Auffahrt Christi zue gebrauchen, bezahlt“ – 24 xr.[7]
- 1713/14: „weilen das alte H[eilige] Grab zimlich alt, undt zu klein ware als ist solches vergrösset undt von dem Mahler renoviert worden, so gekostet“ – 1 fl 12 xr.[8]
- 1717: malte er 20 Brüstungsbilder für die Empore des Kirchenschiffs in der Evangelischen Kirche St. Laurentius Berghülen.[9]
- 1718/19: malte er das Ziffernblatt der Kirchturmuhr in Pappelau für 9 fl 30. xr. Dieser Hinweis basiert auf der Entdeckung von Jörg Martin, ehemaliger Stadtarchivar von Schelklingen: „Bei Verzeichnungsarbeiten im Gemeindearchiv Pappelau stieß ich zufällig in der Heiligenpflegerechnung der dortigen evangelischen Pfarrkirche von 1718/19 auf den Hinweis, dass Johann Georg Wolcker für 9 fl 30. xr. das Ziffernblatt der Kirchturmuhr malte. Auch die zugehörige entsprechende Quittung Wolckers hat sich dort erhalten.“
- 1719: Zyklus der Chor- und Orgelempore in der Nikolaus-Pfarrkirche von Seißen.[10]
- 1720: in der Söflinger Klosterkirche ein Bild der Heiligen Klara von Assisi, bezeichnet „J. G. W. 1720“.[11]
- 1724: Hl. Sebastian in der Stadtpfarrkirche Schelklingen, rechts vom Hauptportal auf der Männerseite, bezeichnet „Johann Georg Wolcker pinc. 1724“.
- 1731/32: „H[err] Johann Georg Wolckher hat obig gemeltes Antipendium, auch 2 grose Postomenter mit Bluemen und Laubwerkh von Ölfarben gemahlt“ – 2 fl 45 xr.[12]
- 1734/35: erhält Johann Georg Wolcker „vor Kirchenmahlerey“ – 1 fl 51 xr.[13]